# الكرين (الرقة)
الكرين قرية سورية تتبع ناحية المنصورة في منطقة الثورة في محافظة الرقة. بلغ عدد سكانها 298 نسمة في عام 2004 حسب إحصاء المكتب المركزي للإحصاء.